# Larga (Briceni)
Larga es una comuna y localidad de Moldavia en el distrito (raión) de Briceni.
Se conoce la existencia de la localidad desde el siglo XV. El topónimo actual «Larga» lo adoptó en el siglo XVIII, pues anteriormente se llamaba «Țicoteni».

## Geografía
Se encuentra a una altitud de 229 m s. n. m. a 259 km de la capital nacional, Chisináu y cerca de la frontera con Ucrania, unos 5 km al sur de la localidad ucraniana de Kelmentsí.

## Demografía
En el censo 2014 el total de población de la localidad fue de 4 318 habitantes.